# Kopaonik
Kopaonik (en serbi: Kopaonik, ciríl·lic: Копаоник) és una de les principals cadenes muntanyenques de Sèrbia, situada a la part central del país. El seu punt més alt, el Pic Pančić, s'eleva a 2017 msnm.
Una part de la serralada, de 118,1 km², va ser declarada parc nacional el 1981. És, a més, el principal centre d'esports d'hivern de Sèrbia, disposant d'importants infraestructures hostaleres i per a la pràctica de l'esquí.

## Història
Kopaonik disposa d'un ric patrimoni històric. La zona va ser un important centre miner a l'època medieval, quan molts saxons es van emprar a la zona com a miners. En aquesta època va haver-hi un intens comerç amb Ragusa (Dubrovnik).
A més, existeixen als seus voltants antigues esglésies, monestirs medievals i fortaleses premedievals, com el castell medieval de Maglič i el monestir de Studenica.

## Turisme
Els esports d'hivern i la indústria de l'esbarjo són factors clau per al turisme en Kopaonik. És principalment una destinació per als practicants d'esquí i surf de neu. Compta amb 24 remuntadores i gòndoles, i 70 km de pistes d'esquí per a totes les categories.
També es poden practicar altres activitats no hivernals, com el tennis, l'escalada, ràfting, parapent i senderisme. Altres característiques que atreuen als turistes són les seves infraestructures hoteleres i d'entreteniment: cafès, clubs, bars, restaurants, botigues i casino.
Kopaonik està ben connectat amb les principals rutes de transport de Sèrbia. La part central de Kopaonik, on es troben el centre turístic i les pistes d'esquí. L'aeroport internacional més pròxim, l'Aeroport de Niš, és a 120 km.

## Parc nacional
Kopaonik va ser declarat parc nacional el 1981. Els boscos caducifolis i autòctons de coníferes constitueixen la major part de les zones boscoses del parc. A Kopaonik també es troba una gran varietat d'ocells, com la perdiu de roca, el xot, el capsot d'esquena roja i la cotoliu. L'erosió del sòl no representa cap amenaça ja que no es permet la tala d'arbres al parc.